# Brazey-en-Plaine
Brazey-en-Plaine és un municipi francès, situat al departament de la Costa d'Or i a la regió de Borgonya - Franc Comtat. L'any 2007 tenia 2.565 habitants.

## Demografia

### Població
El 2007 la població de fet de Brazey-en-Plaine era de 2.565 persones. Hi havia 980 famílies, de les quals 227 eren unipersonals (95 homes vivint sols i 132 dones vivint soles), 293 parelles sense fills, 379 parelles amb fills i 81 famílies monoparentals amb fills.
La població ha evolucionat segons el següent gràfic:
Habitants censats

### Habitatges
El 2007 hi havia 1.046 habitatges, 981 eren l'habitatge principal de la família, 20 eren segones residències i 45 estaven desocupats. 874 eren cases i 166 eren apartaments. Dels 981 habitatges principals, 732 estaven ocupats pels seus propietaris, 233 estaven llogats i ocupats pels llogaters i 16 estaven cedits a títol gratuït; 17 tenien una cambra, 34 en tenien dues, 143 en tenien tres, 312 en tenien quatre i 475 en tenien cinc o més. 711 habitatges disposaven pel capbaix d'una plaça de pàrquing. A 434 habitatges hi havia un automòbil i a 417 n'hi havia dos o més.

### Piràmide de població
La piràmide de població per edats i sexe el 2009 era:
| Homes | Edats   | Dones |
| ----- | ------- | ----- |
| 0     | 95 o +  | 8     |
| 0     | 90 a 94 | 8     |
| 16    | 85 a 89 | 20    |
| 8     | 80 a 84 | 8     |
| 32    | 75 a 79 | 60    |
| 68    | 70 a 74 | 76    |
| 44    | 65 a 69 | 60    |
| 56    | 60 a 64 | 48    |
| 56    | 55 a 59 | 40    |
| 92    | 50 a 54 | 72    |
| 104   | 45 a 49 | 80    |
| 60    | 40 a 44 | 80    |
| 88    | 35 a 39 | 100   |
| 88    | 30 a 34 | 60    |
| 88    | 25 a 29 | 76    |
| 64    | 20 a 24 | 68    |
| 88    | 15 a 19 | 92    |
| 108   | 10 a 14 | 108   |
| 88    | 5 a 9   | 92    |
| 52    | 0 a 4   | 72    |

## Economia
El 2007 la població en edat de treballar era de 1.598 persones, 1.164 eren actives i 434 eren inactives. De les 1.164 persones actives 1.043 estaven ocupades (562 homes i 481 dones) i 121 estaven aturades (55 homes i 66 dones). De les 434 persones inactives 146 estaven jubilades, 146 estaven estudiant i 142 estaven classificades com a «altres inactius».

### Ingressos
El 2009 a Brazey-en-Plaine hi havia 991 unitats fiscals que integraven 2.612 persones, la mediana anual d'ingressos fiscals per persona era de 17.082 €.

### Activitats econòmiques
Dels 130 establiments que hi havia el 2007, 2 eren d'empreses extractives, 3 d'empreses alimentàries, 4 d'empreses de fabricació de material elèctric, 10 d'empreses de fabricació d'altres productes industrials, 18 d'empreses de construcció, 28 d'empreses de comerç i reparació d'automòbils, 7 d'empreses de transport, 7 d'empreses d'hostatgeria i restauració, 7 d'empreses financeres, 3 d'empreses immobiliàries, 14 d'empreses de serveis, 17 d'entitats de l'administració pública i 10 d'empreses classificades com a «altres activitats de serveis».
Dels 30 establiments de servei als particulars que hi havia el 2009, 1 era una oficina de correu, 3 oficines bancàries, 2 tallers de reparació d'automòbils i de material agrícola, 1 taller d'inspecció tècnica de vehicles, 1 autoescola, 2 paletes, 4 guixaires pintors, 2 fusteries, 4 lampisteries, 1 electricista, 2 perruqueries, 5 restaurants i 2 salons de bellesa.
Dels 6 establiments comercials que hi havia el 2009, 1 era un hipermercat, 2 fleques, 1 una peixateria, 1 una llibreria i 1 una joieria.
L'any 2000 a Brazey-en-Plaine hi havia 21 explotacions agrícoles que ocupaven un total de 1.728 hectàrees.

## Equipaments sanitaris i escolars
El 2009 hi havia 1 farmàcia i 1 ambulància.
El 2009 hi havia 1 escola maternal i 1 escola elemental. Brazey-en-Plaine disposava d'un col·legi d'educació secundària amb 348 alumnes.

## Poblacions més properes
El següent diagrama mostra les poblacions més properes.